# 马丁·鲍尔萨姆
马丁·亨利·鲍尔萨姆（英語：Martin Henry Balsam，1919年11月4日—1996年2月13日），美国男演员，在电影、戏剧和电视中的人物角色方面有着丰富的职业生涯。
鲍尔萨姆曾获奥斯卡最佳男配角奖，出演电影包括《十二怒漢》、《驚魂記》、《第凡內早餐》、《东方快车谋杀案》和《驚天大陰謀》。